# Båtsfjord
Båtsfjord é uma comuna da Noruega, com 1 433,0 km² de área e 2 290 habitantes (censo de 2004).         